# Forest of Shadows
Forest of Shadows ist eine schwedische Gothic-Metal- und Death-Doom-Band, die seit 1997 aktiv ist.

## Bandgeschichte

### Gründung und erste musikalische Schritte (1997–1999)
Forest of Shadows wurde 1997 von Niklas Frohagen gegründet. Dieser experimentierte bereits weit vor der Gründung der Band mit Samples und einer akustischen Gitarre. Da er jedoch damit nicht seine musikalischen Visionen erfüllen konnte, kaufte er sich eine elektrische Gitarre und fand sich mit einem Schlagzeuger und einem Bassisten zusammen. Kurz darauf trennten sich ihre Wege jedoch auf Grund musikalischer Differenzen ohne jemals gemeinsam musiziert zu haben. Daraufhin beschloss Frohagen alleine an seiner Musik weiterzuarbeiten und der erste Song Moments in Solitude entstand. Wenig später folgte ein zweiter Song, welcher mit Novembers Dream betitelt war und gemeinsam mit Moments of Solitude den Grundstein für die erste Demoaufnahme Under the Dying Sun bildete. Diese noch inoffizielle Demo wurde ausschließlich auf Frohagens Website veröffentlicht und wird dort, wie die gesamte Diskografie der Band, zum kostenlosen Download angeboten. Dadurch bildete sich eine kleine Fangemeinde. Mit einem seiner Fans, Stéphane Peudupin (Inborn Suffering, ex-Lethian Dreams), gründete Frohagen noch im selben Jahr die Band Ningizzia.
Nach der Veröffentlichung von Under the Dying Sun versuchte Niklas Frohagen ein weiteres Mal Mitstreiter für sein Projekt zu finden, was jedoch auch dieses Mal erfolglos blieb. Zwar zeigte der Bassist/Gitarrist Johan Svensson Interesse, aber schon nach wenigen Proben stellten sich erneut Unterschiede in den musikalischen Zielen heraus. Svensson verließ Frohagen kurz darauf wieder. Während dieser Zeit begann dieser außerdem die auf Under the Dying Sun aufgenommenen Songs neu aufzunehmen, was zur Veröffentlichung der ersten offiziellen Demo, The Silent Cry, im Jahr 1998 führte. Nachdem der Multiinstrumentalist Micce Andersson die Demo hörte und diese ihm sehr gefiel, beschloss er der Band beizutreten. Er begann, Frohagen das Komponieren und das Gitarrespielen, welches dieser sich ursprünglich selbst beibrachte, beizubringen und gemeinsam mit Frohagen den Song a Silent Cry zu überarbeiten. Diese überarbeitete Version wurde mitsamt einem Cover der Katatonia-Songs Rainroom auf der Promotion-CD 1999 veröffentlicht, die lediglich dazu diente Labels auf die Band aufmerksam zu machen, was jedoch trotz vieler Versuche nicht gelang.

### Mitgliederzuwachs, erste und letzte Live-Auftritte (Ende 1999–2000)
Nach dem gescheiterten Versuch einen Vertrag bei einem Label zu bekommen entschlossen sich Frohagen und Andersson sich ein weiteres Mal um weitere Bandmitglieder zu bemühen, um erste Shows spielen zu können. Kurz darauf fanden sich Gitarrist Martin Claesson und wenige Zeit später auch der Schlagzeuger Tommy Rydberg. Erneut wurden ältere Songs neu aufgenommen und schließlich auf der Website MP3.com veröffentlicht. Bei diesem Prozess wurden Claesson und Rydberg jedoch ausgeschlossen, was laut Frohagen aber keine besonderen Gründe hatte.
Nach gemeinsamem Songwriting und dem daraus entstandenen Song Wish spielte die Band schließlich ihre erste Show in der Hochschule in Chalmers, welche jedoch kaum Erfolg hatte. Wenige Tage vor Beginn des Konzerts sagte der damalige Sessions-Bassist auf Grund eines Unfalls ab und das Equipment der Band erwies sich als sehr mangelhaft. Außerdem zeigte Schlagzeuger Tommy Rydberg nur noch wenig Interesse, was zu seinem Ausschluss aus der Band führte. Der Platz hinter dem Schlagzeug blieb vorerst leer. Der zweite, und wie sich später herausstellte auch letzte Auftritt der Band, war ebenfalls stark negativ geprägt, was schließlich dazu führe, dass Frohagen beschloss mit Forest of Shadows nicht mehr aufzutreten. In der darauffolgenden Zeit gab es viele personelle Wechsel, bis Frohagen und Andersson erneut zu zweit waren.

### Rage of Archilles und Anderssons Ausstieg (2000–2003)
Nur wenige Monate später erhielten Frohagen und Andersson jedoch eine Anfrage des Labels Molded Skull Productions, welches Interesse an der Veröffentlichung der Debütalbums der Band zeigte. Die beiden verbliebenen Bandmitglieder hatten mangels Alternativen keine andere Möglichkeit und unterzeichneten am dritten Oktober 2000 ihren ersten Vertrag bei MSP. Ein halbes Jahr später musste sich die Band jedoch wieder von dem Label trennen, da diese auf Grund verschiedener Probleme des Release des Debütalbums nicht garantieren konnten. Durch den Vertrag bei MSP wurden auch andere Labels auf Forest of Shadows aufmerksam und die Band unterzeichnete am 16. Juni 2001 einen Vertrag bei dem englischen Label Rage of Archilles, das zuvor auch ein anderes Projekt Frohagens, Shubend, unter Vertrag nahm. Der Vertrag beinhaltete sowohl die Veröffentlichung einer EP als auch eines Full-Length-Albums. Am 29. Oktober erschien dann mit der Mini-CD Where Dreams turn to Dust die erste Veröffentlichung unter einem Label. Sie erhielt gute Kritiken, wodurch die Erwartungen für das Debütalbum stark anstiegen.
Die Aufnahmen für das Album erwiesen sich erneut als schwierig, da das Equipment die Band ein weiteres Mal im Stich ließ. Dies führte dazu, dass am Ende der Aufnahmesessions kaum zufriedenstellende Ergebnisse aufgenommen waren. Dazu kam, dass Frohagen plante von seinem damaligen Wohnsitz Göteborg nach Stockholm zog, was die Zusammenarbeit zwischen ihm und Andersson erneut erschwerte und schließlich beendete. Von diesem Zeitpunkt an war Forest of Shadows wieder ein Solo-Projekt.

### Debütalbum, weitere Veröffentlichungen und Fortgang als Soloprojekt (2003–heute)
Über das Jahr 2003 hinweg arbeitete Frohagen nun alleine an dem Debütalbum, bis es gegen Anfang des Jahres 2004 fertiggestellt wurde. Wenige Monate vor der geplanten Veröffentlichung des Albums sprang dann das Label Rage of Archilles ab, da es ihnen aus finanziellen Gründen nicht möglich war das Album weltweit zu veröffentlichen. Kurz darauf erhielt Frohagen dann aber eine Anfrage des finnischen Labels Firebox Records und das Album konnte schlussendlich am 29. Oktober 2004 weltweit unter Firebox Records veröffentlicht werden. Daraufhin zog sich Frohagen aus der Öffentlichkeit zurück und es wurde für einige Jahre ruhig um das Projekt. Während dieser Zeit schrieb er dennoch neue Songs für ein zweites Album, das 2008 unter dem Namen Six Waves of Woe erschien. Dieses wurde nun nicht mehr von Frohagen selbst, sondern von Minerva Pappi gemischt und gemastert und wurde, wie das Debütalbum, ebenfalls von Firedoom Records veröffentlicht. Nach dem Release dieses Albums wurde es erneut ruhig um das Projekt. Knapp zehn Jahre lang arbeitete Frohagen an einem dritten Album. Während dieser Zeit musste er sich von seinem Label Firebox Records trennen, da dieses den Betrieb einstellte. Nach etlichen Versuchen ein neues Label zu finden, bot Inverse Records einen Vertrag an, den er unterschrieb. Unter diesem Label wurde dann ohne Ankündigung das Überraschungsalbum Among the Dormant Watchers veröffentlicht.

## Stil
Stilistisch bewegt sich Forest of Shadows zwischen Dark Metal, Death Doom und Gothic Metal im Stil von Novembre, Swallow the Sun und Katatonia, teilweise werden aber auch Parallelen zu der Epic-Doom-Band While Heaven Wept gesehen. Des Weiteren machen sich auch Einflüsse des Post-Metals bei Frohagens Musik bemerkbar. Neben den genretypischen Instrumenten des Doom Metals, tiefer gestimmten und langsam gespielten Gitarren, atmosphärischen Keyboards und einem ebenfalls sehr langsam und getragen gespieltem Schlagzeug, macht Forest of Shadows auch Gebrauch von Violinen und Querflöten, wodurch die Musik ebenfalls von Einflüssen aus folkloristischer Musik geprägt ist. Gesanglich wechselt Frohagen von klarem, melancholischem Gesang welcher Dave Gahan von Depeche Mode ähnle, hin zu gutturalen Screams und Growls. Auch die instrumentale Begleitung wechselt von ruhigen, getragenen Passagen, bestehend aus akustischen Gitarren, langsamen repetitiven Rhythmen und leisen Synthesizern hin zu schnelleren, im Vergleich deutlich aggressiveren.
Einflüsse kommen laut Frohagen selbst von Bands wie Cult of Luna, Opeth, My Dying Bride, Katatonia, Anathema und Shape of Despair. Außerdem habe ihn, wie er in einem Interview mit dem Webzine Doom-Metal.com erzählte, schwedische Folkmusik stark inspiriert.

## Diskografie
Alben
- 2004: Departures (Firedoom Records)
- 2008: Six Waves of Woe (Firedoom)
- 2018: Among the Dormant Watchers (Inverse Records)

EPs und Demos
- 1998: Under the Dying Sun (Demo, Eigenveröffentlichung)
- 1998: The Silent Cry (Demo, Eigenveröffentlichung)
- 1999: Promotion-CD 1999 (Demo, Eigenveröffentlichung)
- 2000: Promotion-CD 2000 (Demo, Eigenveröffentlichung)
- 2000: Where Dreams turn to Dust (Demo, Eigenveröffentlichung; 2001 EP, Rage of Archilles; 2005: EP, Firedoom)

Kompilationen
- 2002: Conquest for the Empire (Rage of Archilles)
- 2007: December Songs - a Tribute to Katatonia (Vile Music)